# 美术 (杂志)
《美术》创刊于1950年，是中国大陆艺术类月刊，编辑部位于北京市。
《美术》在2018年被中华人民共和国国家新闻出版广电总局新闻报刊司评为2017年全国“百强报刊”。